# Joan Llimona i Bruguera

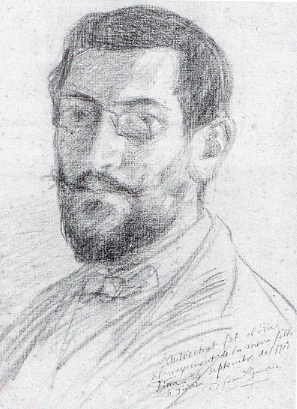
Selbstbildnis von Joan Llimona i Bruguera (1903)

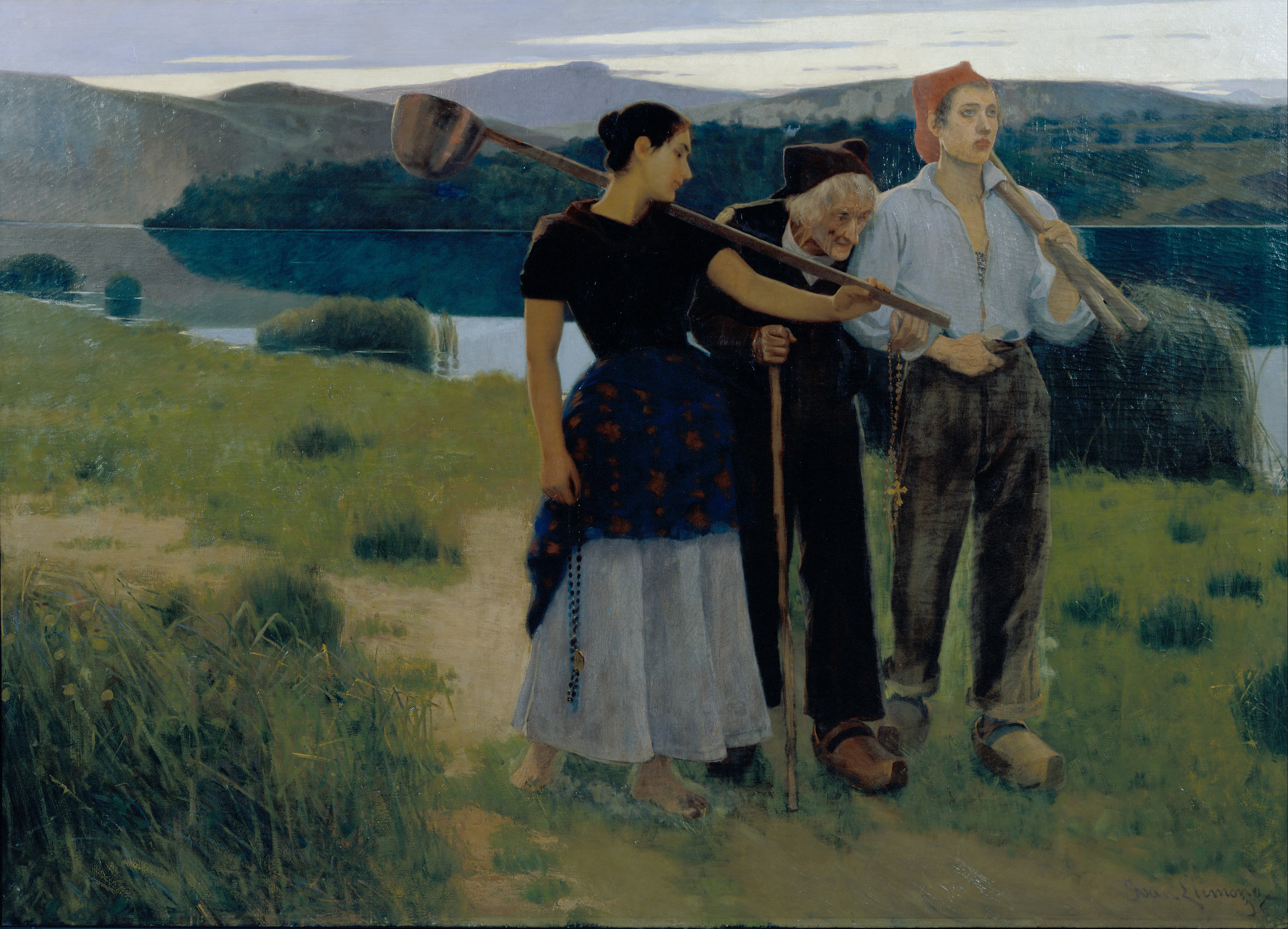
Joan Llimona: Rückkehr vom Feld (1896, MNAC)

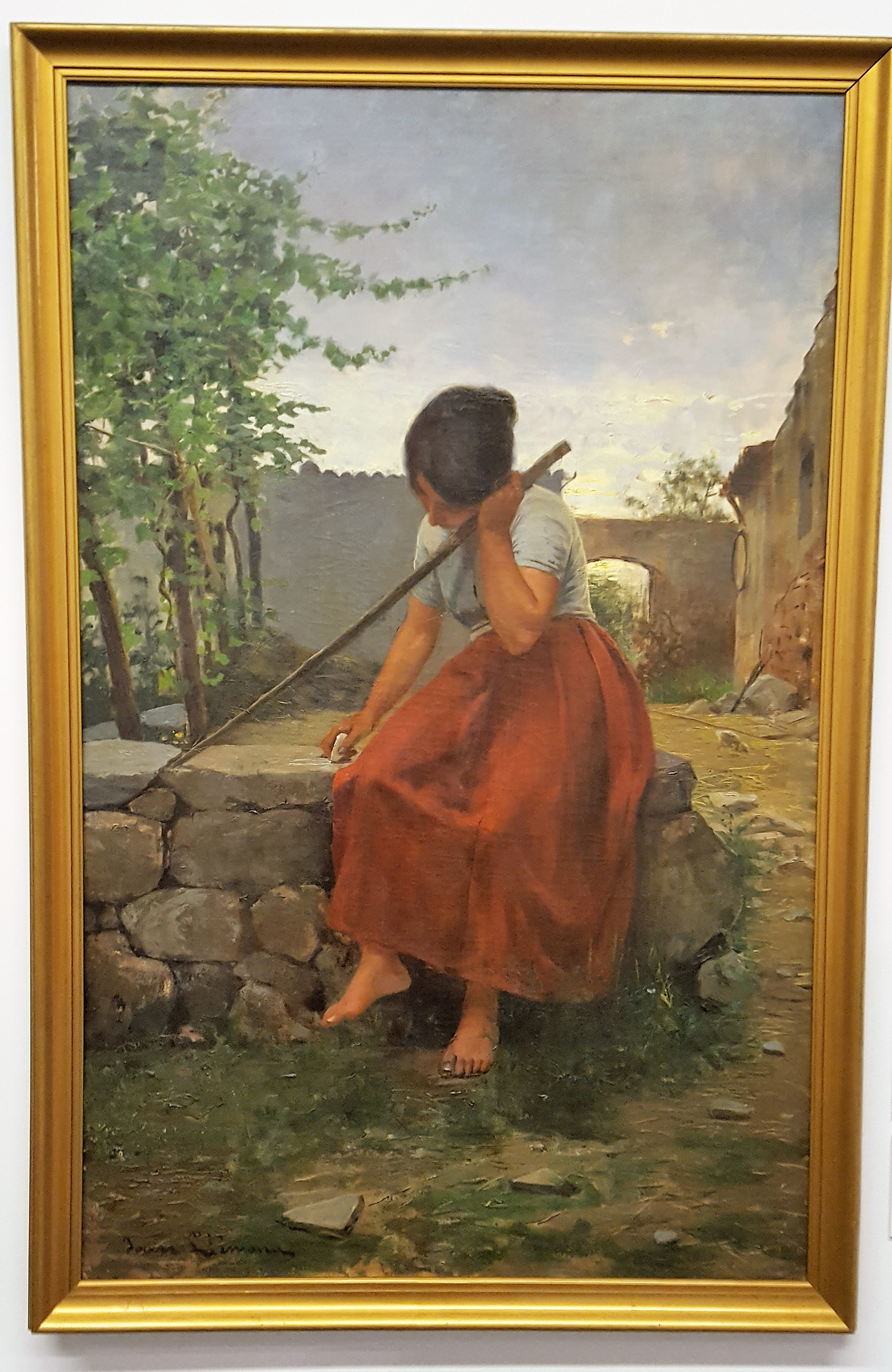
Joan Llimona: Die Nachdenkliche (zwischen 1890 und 1926, Öl auf Leinwand, Museu de la Garrotxa)

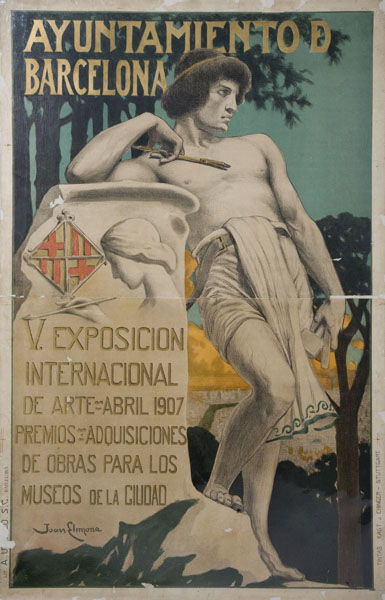
Joan Llimona: Ausstellungsplakat V. Exposicion Internacional de Arte. Abril 1907

Joan Llimona i Bruguera (* 23. Juni 1860 in Barcelona; † 23. Februar 1926 ebenda) war ein katalanischer Maler des Realismus. Seine tiefe christliche Religiosität schlug sich in seinem künstlerischen Werk in Form eines sentimentalen Realismus nieder, der zuweilen einem Mystizismus nahekam. Sein jüngerer Bruder war der Bildhauer Josep Llimona i Bruguera.

## Ausbildung
Nach abgebrochenem Ingenieurwissenschafts- und abgebrochenem Architekturstudium studierte Llimona an der Llotja, der Kunsthochschule Barcelonas, sowie in Rom Malerei. Von 1880 bis 1882 begleitete er seinen jüngeren Bruder Josep zum Studium nach Rom. Im Jahr 1882 nahm er an einer Kollektivausstellung in Barcelona teil. 1884 publizierte er einige Zeichnungen in der Zeitschrift L’Avenç. Um 1890 fanden seine Bilder große Bewunderung in der führenden Galerie Barcelonas, Sala Parés. Ab 1891 hatte sich sein Name als bedeutender naturalistischer Maler gefestigt – trotz seines apologetischen Bildes Christ venç (Christus siegt). Dieses Werk markiert den Endpunkt seiner Konversionsprozesses zum Katholizismus. Dieses Werk erfuhr starke Kritik durch denn bekannten Kunstkritiker Raimon Casellas. Seine Konversion zum Katholizismus brachte ihn dazu, eine katholische Gruppe innerhalb der im Entstehen begriffenen modernistischen Bewegung zu führen. Aus dieser Gruppe heraus wurde 1893 der Cercle Artístic de Sant Lluc (Künstlerkreis des Heiligen Lukas) gegründet. 1896 gewann sein Werk Tornant del tros (Rückkehr vom Feld) eine Goldmedaille bei der Ausstellung der Schönen Künste in Barcelona.

## Religiöse Malerei
Von 1896 bis 1898 dekorierte Llimona die Kuppel der Altarkappelle der Schwarzen Madonna von Montserrat im Kloster Montserrat. Diese Arbeit gilt wegen ihres vollkommenen authentischen Naturalismus als herausragend gelungenes Beispiel einer Renovierung in der religiösen katalanischen Kunst. Llimona malte 1902 auch den Fries in der Kirche der Schwestern der Armen in Vic sowie 1904 die Kuppel der Karmeliterkirche in der Klosterresidenz El Escorial und ebenfalls die Kuppel einer weiteren Kirche in Vic. Nach diesen beiden Arbeiten wurde Llimona stark durch den Symbolismus beeinflusst, den er aber jederzeit in den Dienst seiner religiösen Malerei stellte. In dieser Weise gestaltete er 1905 den Essensraum im Haus Recollons in Barcelona. Er schuf weitere großformatige religiöse Kunstwerke wie 1912 den Baldachin von Ripoll im heutigen Archiv und Museum der Stadt Ripoll, 1902 den Kreuzgang in der Barceloneser Kirche San Felip Neri und 1923 den Heiligenschrein im Loretto-Heiligtum von Bràfim. Letztere beiden Werke wurden in den ikonoklastischen Wirren 1936 kurz vor und zu Beginn des Spanischen Bürgerkrieges zerstört. Dem Heiligen Philipp Neri in Barcelona hatte Llimona die Gesichtszüge von Antoni Gaudí gegeben.

## Wirken in der Gesellschaft
Llimona war auch ein herausragender Zeichner und Plakatmaler. Er war Präsident der Lliga del Bon Mot (Liga des Guten Wortes) und Präsident des Foment de Pietat Catalana (Förderkreis der Frömmigkeit). Er veröffentlichte häufig Artikel in Zeitschriften wie La Barretina, La Veu de Catalunya (Die Stimme Kataloniens), Catalunya Social und in anderen Periodika. Darin schrieb er über Ästhetik allgemein. Er kritisierte aber auch in obsessiver Nachdrücklichkeit den Erotismus und die Blasphemie als Quelle allen Übels. Diese Aufsätze Llimonas wurden 1930 in der anthologischen Sammlung El dot de Deu (Die Gabe Gottes) herausgegeben.

## Wertung
Llimona vertrat oft die Haltung eines intoleranten, manchmal sogar gewalttätigen künstlerischen Puritanismus. So warf er Aktzeichnungen von Auguste Rodin auf den Müll, die 1907 auf einer internationalen Kunstausstellung in Barcelona präsentiert wurden. Trotz dieser Haltungen und Handlungen führte seine Malerei zu einer Auffrischung des katalanischen Naturalismus. Die Kunst Llimonas brachte einen Kontrast zu der zwar brillanten, aber oft stereotyp wirkenden Anekdotenmalerei von Marià Fortuny. Sie nimmt somit eine wichtige Stellung in der modernistischen Malerei Kataloniens ein.

## Persönliches
Joan Llimona war Sohn des Musikers Josep Llimona i Bonafont, der gleichzeitig mit der Kordfabrik Can Barnau unternehmerisch tätig war. Sein Bruder Alfons führte die Fabrik weiter, während Joan und sein Bruder Josep sich für die Bildende Kunst als Betätigungsfeld entschieden. Joan Llimona war in erster Ehe mit Pilar de Gisbert verheiratet. Aus dieser Ehe gingen sechs Kinder hervor. In zweiter Ehe war Llimona mit Maria Raymat verheiratet. Aus dieser Ehe gingen vier Kinder hervor, unter anderem die katalanische Kinderbuchautorin Mercè Llimona i Raymat und die katalanische Malerin Núria Llimona i Raymat. Joan Llimona war über die Ehe seiner Tochter Mercè mit einem Sohn des spanischen Pianisten und Komponisten Enrique Granados indirekt mit diesem verwandt. Joan Llimona war mütterlicherseits der Großvater des katalanischen Zeichners und Malers Joan Granados i Llimona.